# Apramicin
Apramicin (Nebramicin II) je aminoglikozidni antibiotik koji se koristi u veterini. Njega proizvodi Streptomyces tenebrarius.

## Mehanizam dejstva
Apramicin je jedistven među aminoglikozidima po svom mehanizmu dejstva koji je baziran na blokiranju translokacije, i njegovoj sposobnosti vezivanja i za eukariotska mesta dekodiranja uprkos razlika u ključnim aminokiselinskim ostacima neophodnim za prepoznavanje bakterijke mete. Lek se vezuje duboko u žlebu RNK čime se formira kontinuirano naslagani heliks koji se sastoji od nekanoničkih C.A i G.A baznih parova i iskrivljenog adenina. Mod vezivanja apramicina na ljudskom mestu dekodiranja RNK se razlikuje od načina prepoznavanja aminoglikozida u bakterijskoj meti.

## Spoljašnje veze
|  | Molimo Vas, obratite pažnju na važno upozorenje u vezi sa temama iz oblasti medicine (zdravlja). |